# Ларе
Ларе́ (фр. Larée) — коммуна во Франции, находится в регионе Юг — Пиренеи. Департамент — Жер. Входит в состав кантона Казобон. Округ коммуны — Кондом.
Код INSEE коммуны — 32193.

## География
Коммуна расположена приблизительно в 580 км к югу от Парижа, в 125 км западнее Тулузы, в 60 км к северо-западу от Оша.
По территории коммуны протекает река Дуз.

## Климат
Климат умеренно-океанический. Лето жаркое и немного дождливое, температура часто превышает 35 °С. Зимой часто бывает отрицательная температура и ночные заморозки. Годовое количество осадков — 700—900 мм.

## Население
Население коммуны на 2010 год составляло 240 человек.
| 1962 | 1968 | 1975 | 1982 | 1990 | 1999 | 2010 |
| ---- | ---- | ---- | ---- | ---- | ---- | ---- |
| 317  | 273  | 255  | 223  | 230  | 238  | 240  |

## Администрация
| Период | Период | Фамилия       | Партия                            | Примечания |
| ------ | ------ | ------------- | --------------------------------- | ---------- |
| 2001   | 2020   | Анри Дьедериш | Охота, рыбалка, природа, традиции |            |

## Экономика
В 2010 году среди 152 человек трудоспособного возраста (15-64 лет) 111 были экономически активными, 41 — неактивными (показатель активности — 73,0 %, в 1999 году было 72,6 %). Из 111 активных жителей работали 101 человек (49 мужчин и 52 женщины), безработных было 10 (5 мужчин и 5 женщин). Среди 41 неактивных 11 человек были учениками или студентами, 25 — пенсионерами, 5 были неактивными по другим причинам.

## Фотогалерея

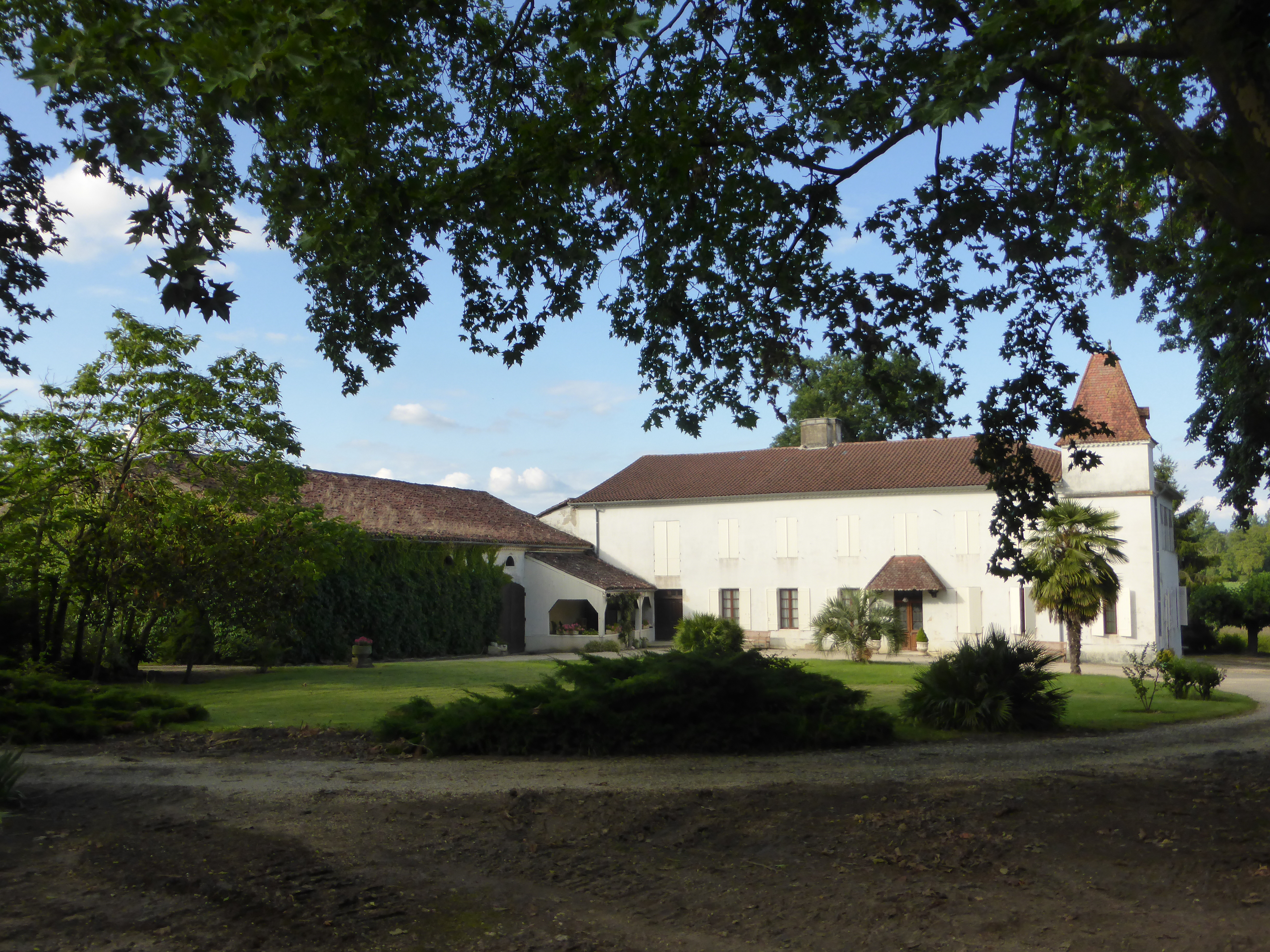
Замок
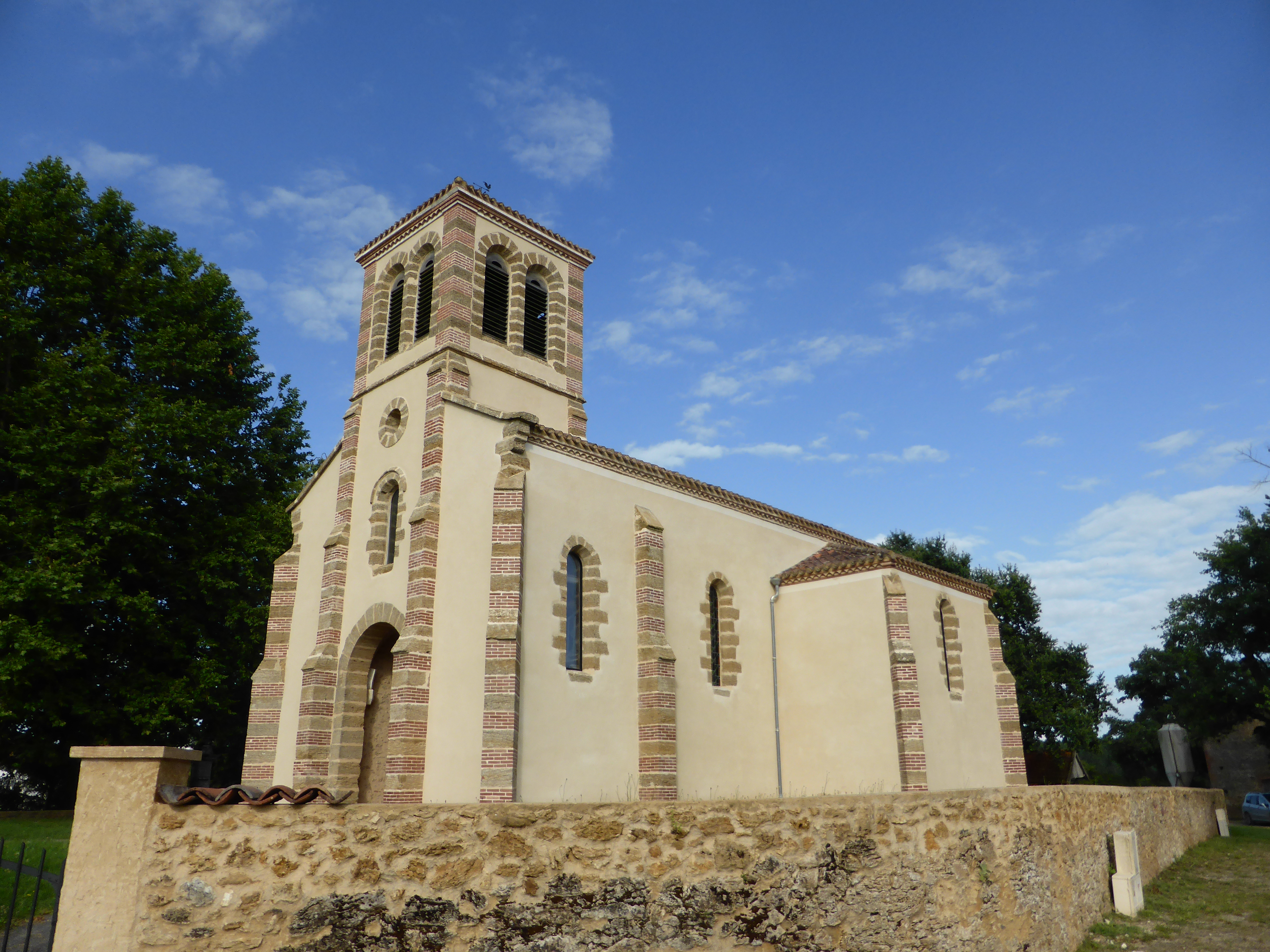
Церковь Св. Квитерии
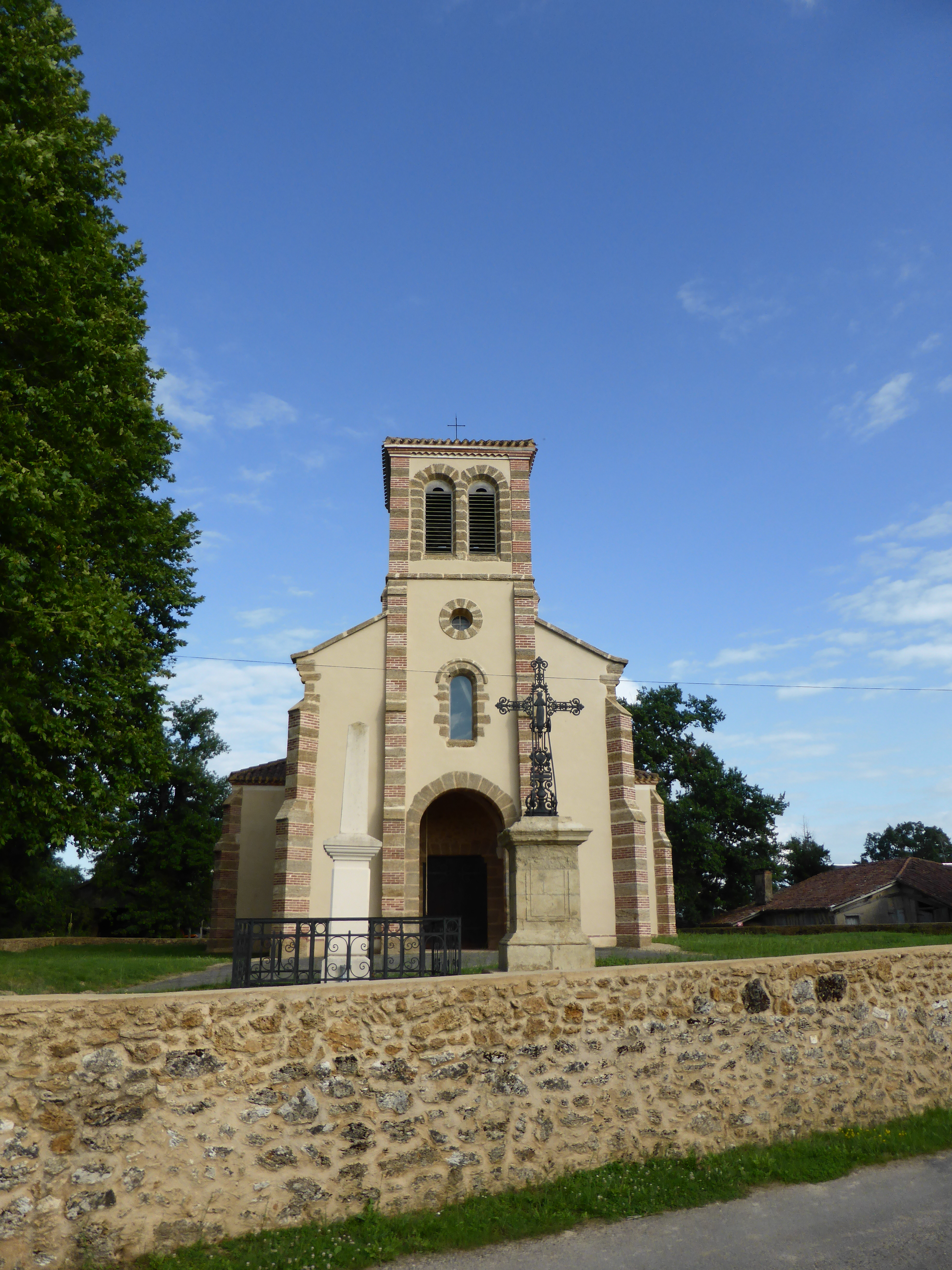
Церковь Св. Квитерии
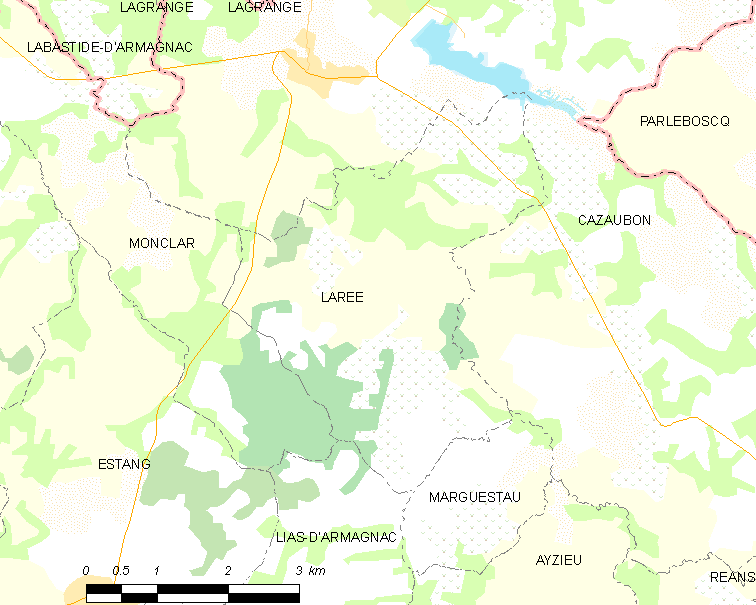
Карта коммуны